# 薄扶林

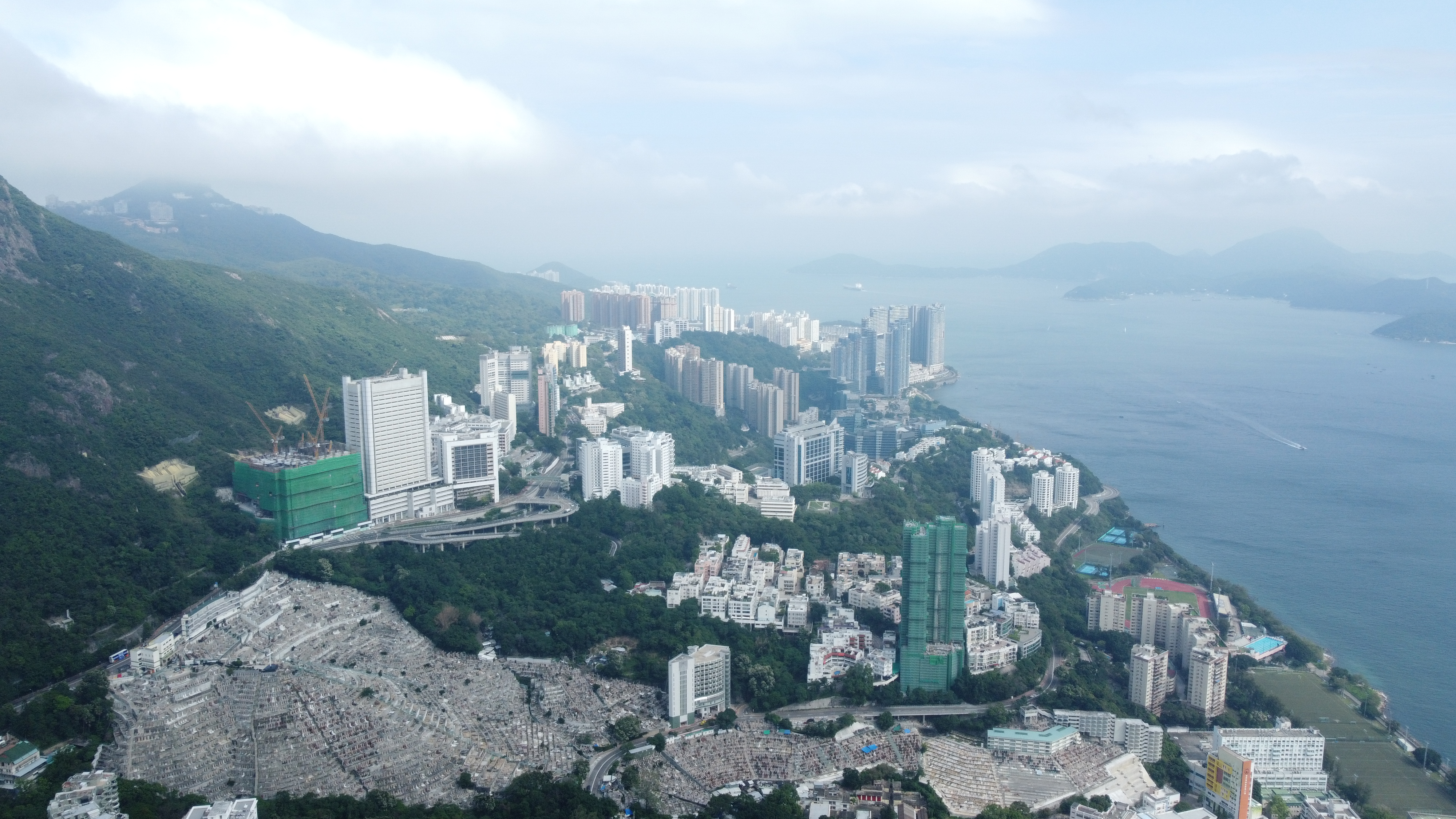
航拍角度的薄扶林

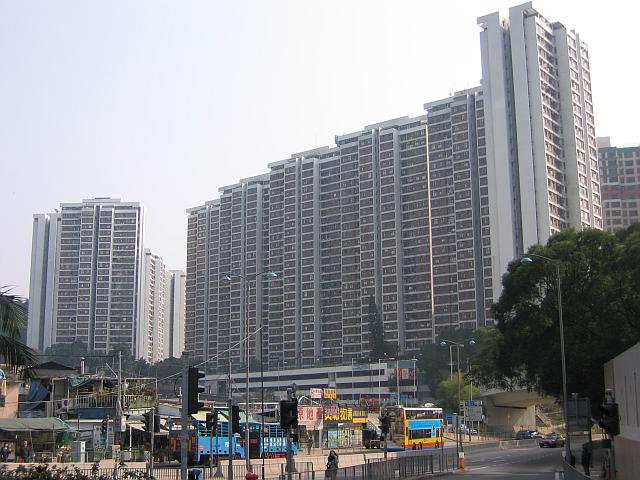
薄扶林村和置富花園

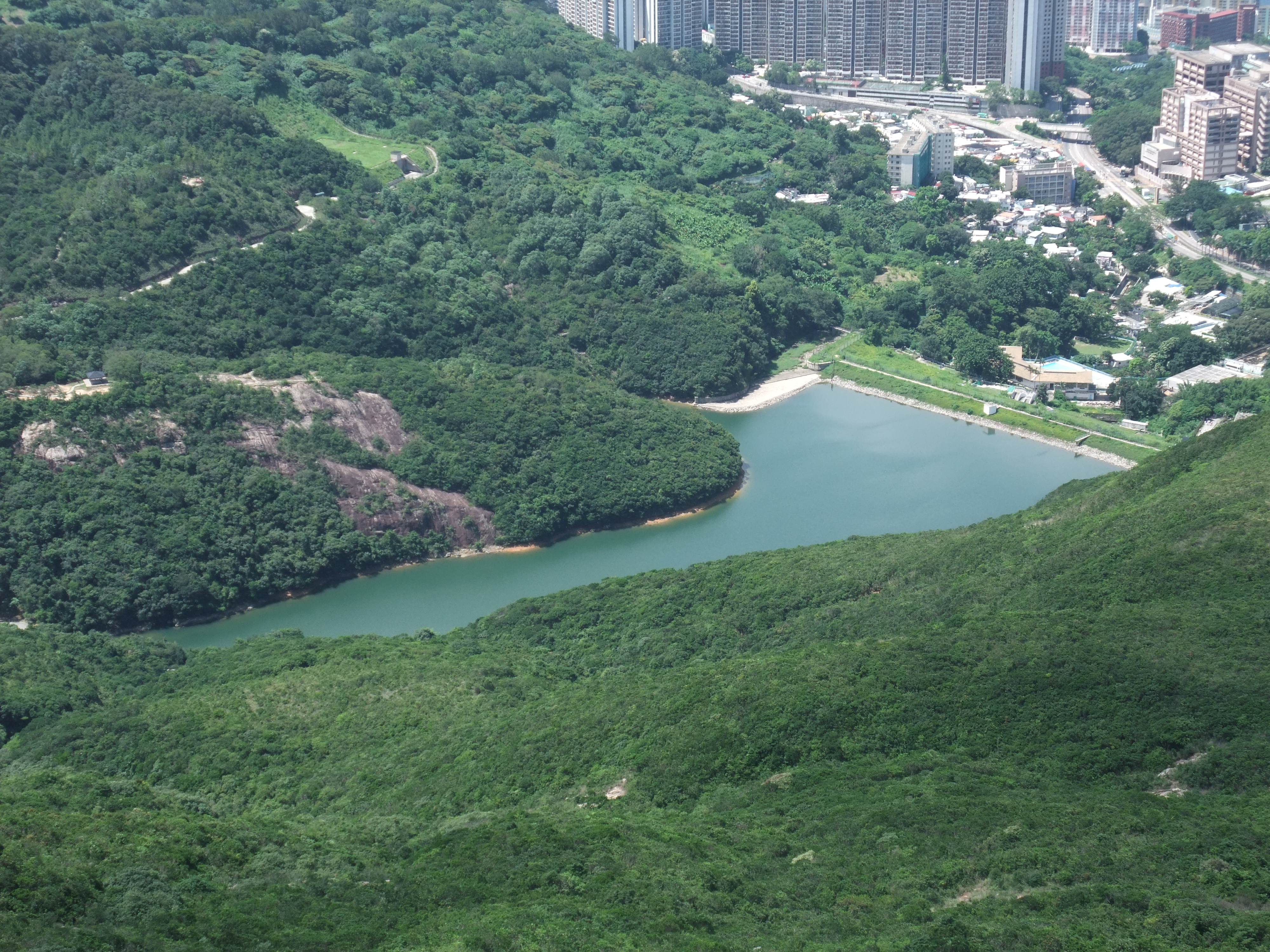
薄扶林水塘

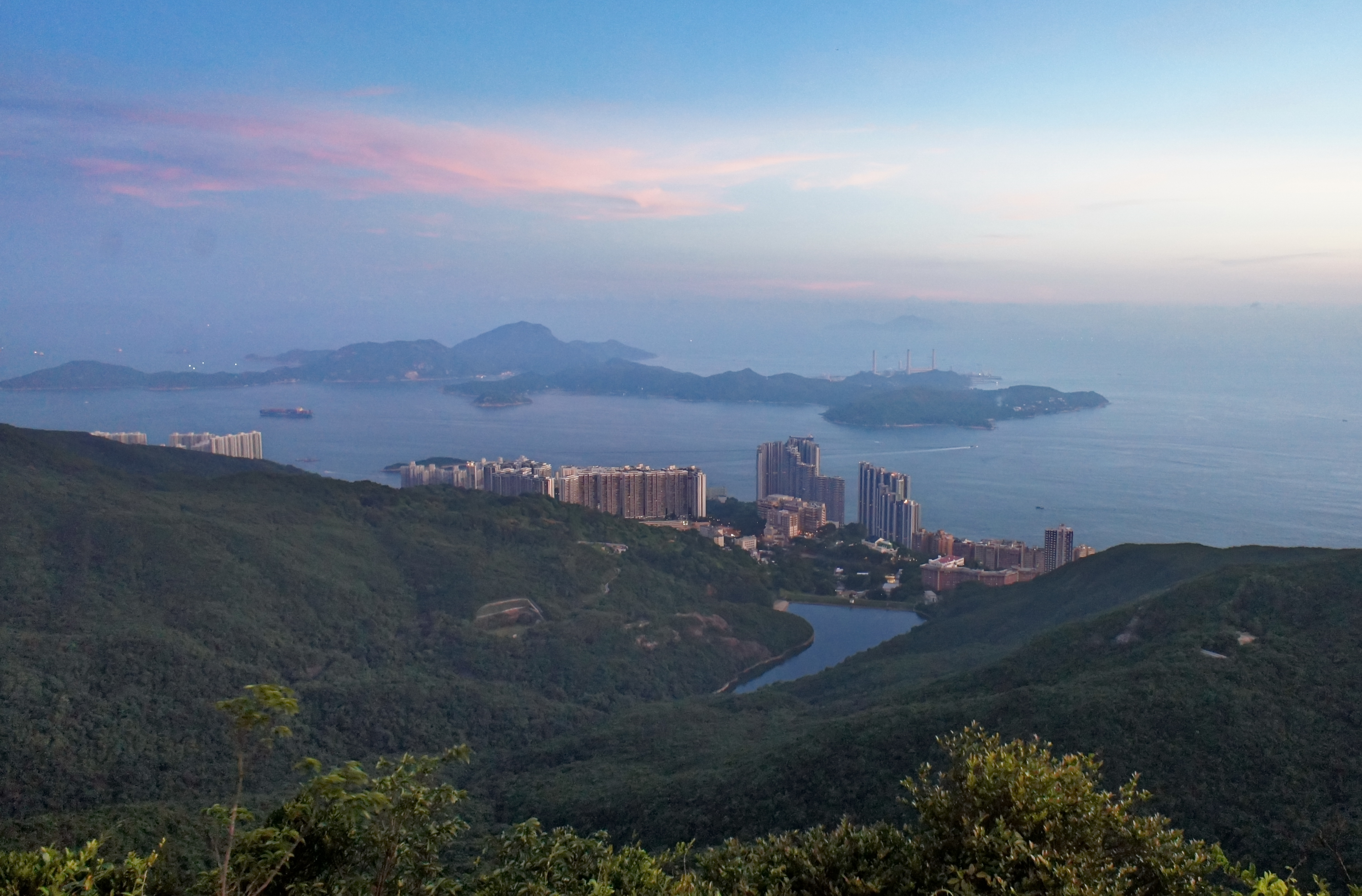
薄扶林及對岸的南丫島

薄扶林（英語：或Pokfulam，粵拼︰bok6*3 fu4*6 lam4）位於香港島南區及中西區，是香港島的市郊部份之一，通常指北至摩星嶺、南至瀑布灣的南區區域，大部分為私人屋苑（如碧瑤灣及置富花園）及別墅為香港中產階級至上層階級人士的集中地。

## 地理位置
廣義的薄扶林北面為摩星嶺，範圍沿薄扶林道及香港島西岸一直向南延伸，直到瀑布灣華富邨一帶為止。
亦有人認為薄扶林的北面為譚雅士大宅，其範圍西面以域多利道為界，沿薄扶林道向南延伸至石排灣道為止，不包括位於西高山山麓的瑪麗醫院、沙灣、沙灣坳、瀑布灣、鋼綫灣。
狹義的薄扶林僅指薄扶林村附近一帶，後來因為薄扶林道沿線地區發展，令人誤以為整條薄扶林道的沿線都是薄扶林範圍。
中西區薄扶林與南區薄扶林的交界約為；薄扶林道119號啟明寺以北及以南。

## 地名來源
薄扶林地名來源的最普遍解釋，是由於該處一帶以前為茂密的樹林，有很多薄鳧（即棉鳧）棲息，因而又被稱為薄鳧林，而此名可見於清朝嘉慶年間由王崇熙纂輯的《新安縣志》。其後地名被寫成薄扶林，一直沿用至今。亦有指薄本來為泊（bok6），泊鳧林意指為棲息著鳧（即野鴨或棉鳧）的樹林。
另有解釋指薄扶林為瀑布（水的出口）的意思，因為在壯語中，林和薄的古壯語字分為淰和咟，解作水和口的意思。也有指薄扶林古稱百步林，亦有指薄扶林於第二次世界大战前亦曾被寫成樸湖林或博胡林。

## 歷史
位於薄扶林的薄扶林村，歷史可追溯至清朝康熙年間三藩之亂時，約有二千餘人從其他地區避難到此，成為香港島較早的原居民。清嘉慶二十四年（1819年）編纂的《新安縣志》，曾經提及薄扶林村是港島上的三條村落之一（另兩條為赤柱村及香港圍）。
據香港志高級編輯蔡兆浚考證，今日坊間指該村歷史可溯自清初三藩之亂（1673-1681）期間，有兩千餘人到此地避難的説法，相信源於王韜1882年出版的《弢園文錄外編 • 香港略論》。王韜在文中將薄扶林稱為「博胡林」，寫道：「博胡林一帶有屋二十餘家，依林傍澗，結構頗雅，相傳自明季避亂至此，蓋自桂藩之竄，耿逆之變，遺民無所歸遠，避鋒鏑偷息此間，不啻逃於人境之外，此為蹟之最古者矣。」但無論不同版本的《新安縣志》及相關史志文獻，均未能支持此段史事，亦無祠堂與族譜文獻可考。結合「薄鳧林」出現在文獻與地圖中的年代，薄扶林村更可能是在清康熙復界後的雍正、乾隆年間或更後，才由南遷的客籍人士建立的。
香港主權移交之後，當地居民過去曾多次要求政府給予跟新界原居民等同的權益，但被政府拒絕之餘，還面臨當作寮屋而被清拆的命運。
1860年左右薄扶林是英國商人的夏季避暑區，山腰、山頂別墅林立，山頂有守望者房屋數間，戶外有旗桿，凡有輪船到港，守望者升旗為號。薄扶林附近有跑馬場（現址薄扶林騎徑學校），每逢孟春賽馬，仕女如雲。港督還創建一所佔地百頃的公園。而當時舊香港八景的「扶林曲徑」，便是指薄扶林道一帶的景色。
1883年香港第一個水塘——薄扶林水塘落成，為香港提供自來水，泉水來自太平山，由管道引至水塘。1885年香港牛奶公司於薄扶林村附近（置富花園現址），興建牧場，稱為薄扶林牧場，是香港的第一個牧場。
1911年香港大學在薄扶林北面成立，並在鄰近山麓興建行政大樓、教學大樓和大學宿舍，因而有不少大學職員和學生居住於薄扶林區。
1970年代香港政府頒佈一項名為「薄扶林延期履行權」的行政措施，以區內交通基建設施未完善為理由，限制區內的發展，使薄扶林中低密度發展的格局維持至今。

## 著名地點

### 主要住宅區
- 碧荔道
- 碧瑤灣
- 貝沙灣
- 置富花園
- 薄扶林花園
- 薄扶林村

## 其他地點
- 譚雅士大宅
- 伯大尼修院
- 中華廚藝學院
- 薄扶林郊野公園
- 數碼港
- 瑪麗醫院

## 交通
- 置富花園巴士總站

### 主要交通幹道
- 薄扶林道
- 域多利道

## 區議會議席分佈
為方便比較，以下列表以薄扶林道由摩星嶺道、薄扶林道交界至薄扶林道、石排灣道交界沿線為範圍。
| 年度/範圍                                      | 2000-2003  | 2004-2007  | 2008-2011  | 2012-2015  | 2016-2019  | 2020-2023  |
| ---------------------------------------------- | ---------- | ---------- | ---------- | ---------- | ---------- | ---------- |
| 摩星嶺道、薄扶林道交界至心光學校(包括心光學校) | 薄扶林選區 | 薄扶林選區 | 薄扶林選區 | 薄扶林選區 | 薄扶林選區 | 薄扶林選區 |
| 心光學校起至薄扶林道、石排灣道交界             | 置富選區   | 置富選區   | 置富選區   | 置富選區   | 置富選區   | 置富選區   |

註：有關域多利道沙宣道沿線範圍，請參閱鋼綫灣及雞籠灣條目。以上主要範圍尚有其他細微調整（包括編號），請參閱有關區議會選舉選區分界地圖及條目。

## 脚注
1. ↑  粵語中，香港人多讀「駁輔林」，薄由陽入聲轉為中入聲，扶由陽平聲轉為陽去聲